# Șevcenka, Borzna
Șevcenka (în ucraineană Шевченка) este un sat în comuna Prohorî din raionul Borzna, regiunea Cernihiv, Ucraina.

## Demografie
Componența lingvistică a localității Șevcenka
     Ucraineană (99,41%)
     Alte limbi (0,59%)
Conform recensământului din 2001, majoritatea populației localității Șevcenka era vorbitoare de ucraineană (99,41%), existând în minoritate și vorbitori de alte limbi.